# Mariano Charlier
Mariano Charlier (Mar del Plata, Argentina, 20 de abril de 1974) es un entrenador de fútbol argentino. Actualmente dirige a Aldosivi de la Liga Profesional.

## Trayectoria

### Inicios
Nacido en Mar del Plata, Charlier comenzó su carrera dirigiendo las categorías inferiores de Independiente de Mar del Plata, donde también jugó en las categorías inferiores. Asimismo, durante las primeras etapas de su carrera como técnico, también trabajó como guardavidas. Tras dejar el club para trabajar como asistente en Unión de Mar del Plata, regresó al equipo y se convirtió en entrenador del primer equipo en 2015.

### Aldosivi
El 18 de febrero de 2021, se incorporó a Aldosivi como entrenador de juveniles. En 2023, quedó a cargo de la reserva y fue nombrado al frente del primer equipo en septiembre, tras la renuncia de Walter Coyette. Tras regresar a la reserva, asumió interinamente al frente del club marplatense el 11 de marzo de 2025, luego de que Andrés Yllana también dejara el cargo. El 3 de abril, fue ratificado hasta la finalización del Torneo Apertura después de obtener cuatro triunfos en seis encuentros. Unas semanas más tarde, fue oficializado en su cargo hasta el final de la temporada.

## Clubes

### Como entrenador
| Club                | País      | Año           |
| ------------------- | --------- | ------------- |
| Independiente (MDP) | Argentina | 2015-2021     |
| Aldosivi            | Argentina | 2023          |
| Aldosivi            | Argentina | 2025-presente |

### Estadísticas como entrenador
| Equipo             | Torneo                | Estadísticas | Estadísticas | Estadísticas | Estadísticas | Estadísticas | Estadísticas | Estadísticas | Estadísticas | Estadísticas |
| Equipo             | Torneo                | PJ           | G            | E            | P            | GF           | GC           | DG           | Efectividad% |              |
| ------------------ | --------------------- | ------------ | ------------ | ------------ | ------------ | ------------ | ------------ | ------------ | ------------ | ------------ |
| Aldosivi Argentina | Primera Nacional 2023 | 7            | 0            | 5            | 2            | 2            | 7            | -5           | 23.81%       |              |
| Aldosivi Argentina | Apertura 2025         | 7            | 4            | 1            | 2            | 12           | 8            | +4           | 61.9%        |              |
| Aldosivi Argentina | Copa Argentina 2025   | 3            | 0            | 2            | 1            | 3            | 4            | -1           | 33.33%       |              |
| Aldosivi Argentina | Clausura 2025         | 5            | 0            | 3            | 2            | 1            | 5            | -4           | 20%          |              |
| Total              | Total                 | 22           | 4            | 11           | 7            | 18           | 24           | -6           | 34.85%       |              |